# Drebber
Drebber község Németországban, Alsó-Szászországban, a Diepholzi járásban. Lakosainak száma 3096 fő (2023. december 31.).

## Földrajza
Drebber Vechta, Diepholz és Wetschen községekkel határos.